# Hôtel Maurel de Pontevès
L'Hôtel Maurel de Pontevès, aussi appelé hôtel d'Espagnet, est un hôtel particulier situé sur le Cours Mirabeau, à Aix-en-Provence, France.

## Historique
Pierre Maurel, un commerçant de draps ayant fait fortune, devint maître des courriers des postes en la Généralité de Provence, puis acheta une charge anoblissante de Conseiller à la Cour des Comptes, puis devint Intendant des Finances du Roi. Il fit construire le bâtiment après avoir été anobli en 1639 et après avoir épousé Diane de Pontevès, sa troisième épouse[réf. souhaitée], en 1645[réf. souhaitée].
Pierre Maurel de Pontevès fait donc construire leur demeure par les architectes Jean Lombard et Pierre Pavillon en 1647. Jean Daret et Jacques Fossé seront chargés du décor; l’on doit à ce dernier les 2 atlantes soutenant le balcon de façade.
La construction commença en 1647 et se termina en 1651,. Il serait ainsi le plus vieil hôtel particulier construit sur le Cours Mirabeau et, par là, dans le nouveau quartier Mazarin[réf. souhaitée].
L'hôtel est connu localement comme "l'hôtel du Crésus de Provence" en référence à son riche premier propriétaire qui fit fortune dans le commerce de draps, puis dans ses fonctions officielles successives[réf. souhaitée].
Le bâtiment, alors en zone libre, est réquisitionné en 1942 par des troupes allemandes du régime nazi pour y loger des militaires[réf. souhaitée].
Il abrite actuellement le tribunal de commerce de la ville, il est donc propriété de la commune d'Aix-en-Provence (depuis 1951).

## Architecture
Le bâtiment marque une transition entre le maniérisme et l'ère baroque. Sa façade est remarquable par les deux atlantes soutenant le balcon de l'étage noble.  
À l’arrière, on observe un beau jardin décoré de fontaines.
L'Hôtel (y compris le jardin, les murs de clôture, le portail et la fontaine) est classé monument historique, par arrêté du 8 février 1990. 